# Carl Haensel
Pour les articles homonymes, voir Hansel.
Carl Hansel, né à Francfort (Allemagne) le 12 novembre 1889 et mort à Winterthour (Suisse) le 25 avril 1968 , est un écrivain, dramaturge et avocat allemand.

## Biographie
Haensel étudie le droit et les sciences politiques à l'université de Lausanne, à l'université Frédéric-Guillaume de Berlin et à l'université de Marbourg. Le 27 novembre 1909, il est reçu au Corps Teutonia zu Marburg (de). En 1912, il obtint son doctorat en droit à Marbourg. Il réussit l'examen d'assesseur en 1916 et s'installe en 1918 comme avocat et écrivain à Francfort-sur-le-Main. Il contribue à la reconstitution du Corps Austria, transféré de Prague, qui lui décerne le ruban en 1919.
Son roman non fictionnel, Der Kampf ums Matterhorn (1928), met en scène la compétition entre Jean-Antoine Carrel et Edward Whymper lors de la première ascension du Cervin en 1865 et est la source d'inspiration du film Le Défi (1938) de Luis Trenker.
En 1933, il est des 88 écrivains qui signent la Gelöbnis treuester Gefolgschaft, serment de fidélité à Hitler.
Au procès de Nuremberg, où sont jugés les crimes de guerre commis par les Nazis, il est, à partir du 1er avril 1946, adjoint de Horst Pelckmann (de) à la défense des accusés SS et SD.
En 1950, Haensel est avocat général pour la Südwestfunk à Baden-Baden et en 1952, il est maître de conférences à l'université de Tübingen.

## Œuvre
- Der Kampf ums Matterhorn (Tatsachenroman), Visp : Rotten-Verlag, 2003, 161 p.  (ISBN 3-907624-51-3)
  - La Lutte pour le Cervin, Genève : Jeheber, [1930], éd. française autorisée.